# Dahomey (film)
Pour les articles homonymes, voir Dahomey.
Pour plus de détails, voir Fiche technique et Distribution.
Dahomey est un film documentaire franco-sénégalais-béninois réalisé par Mati Diop et sorti en 2024. Il remporte l'Ours d'or à la Berlinale 2024.

## Synopsis
Le film retrace le rapatriement par le Bénin en 2021 de 26 trésors royaux, datant de l'ancien royaume du Dahomey, détenus par la France depuis l'époque coloniale.

## Fiche technique
- Titre original et français : Dahomey
- Réalisation et scénario :  Mati Diop
- Musique : Wally Badarou, Dean Blunt
- Photographie : Joséphine Drouin Viallard
- Son : Corneille Houssou
- Montage : Gabriel Gonzalez
- Production : Eve Robin, Judith Lou Lévy, Mati Diop
- Sociétés de production : Les Films du Bal, Fanta Sy
- Société de distribution : Les Films du losange
- Pays de production :  France,  Sénégal,  Bénin
- Format : couleur — 1,85:1 — son 5.1
- Genre : documentaire
- Durée : 68 minutes
- Dates de sortie :
  - Allemagne : 18 février 2024 (Berlinale 2024)
  - France : 22 mars 2024 (Cinéma du réel à Paris)[3],[4] ; 11 septembre 2024 (sortie nationale)
  - Sénégal : 17 mai 2024[5]
  - Bénin : 31 mai 2024[5],[6]
- Classification : Tous publics

## Distribution
- Gildas Adannou
- Habib Ahandessi
- Joséa Guedje

## Distinctions

### Récompenses
- Berlinale 2024 : Ours d'or[7],[8],[9]
- Lumières 2025 : Lumière du meilleur documentaire

### Nominations
- César 2025 : Meilleur film documentaire

### Sélections
- Cinéma du réel 2024[3],[4]
- Festival international du film de Hong Kong 2024
- Festival international du film de Shanghai 2024
- Festival international du film de Toronto 2024
- Festival du film de Londres 2024